# Црква Светих Врачева Кузме и Дамјана у Футогу
Црква Светих Врачева Кузме и Дамјана у Футогу је подигнута 1776. године, под заштитом је државе и представља непокретно културно добро као споменик културе од великог значаја.
Црква је грађевина издуженог наоса, монументалних димензија која доминира местом витком силуетом звоника, са полукружном апсидом у ширини брода, плитким правоугаоним певницама и барокним звоником издигнутим изнад прочеља на западној страни. Иконостас у футошкој цркви сликао је Арсеније Теодоровић 1799. године. У храму се чува и значајна збирка икона Павла Симића која је пренета после рушења Благовештењске капеле на старом Вашаришту. У храму се налазе и осликани тронови и певнице. Зидно сликарство приписано је, према стилским одликама, радионици Јанка Халкозовића. На своду су композиције маријанске тематике које симболишу заштитничку улогу Богородице. У олтару је насликана Тајна вечера, док је на западном зиду представа Страшног суда. 
Конзерваторско-рестаураторски радови су спроведени током 2004. године.